# Musée d'histoire militaire de Dresde

Logo du musée en 2012.

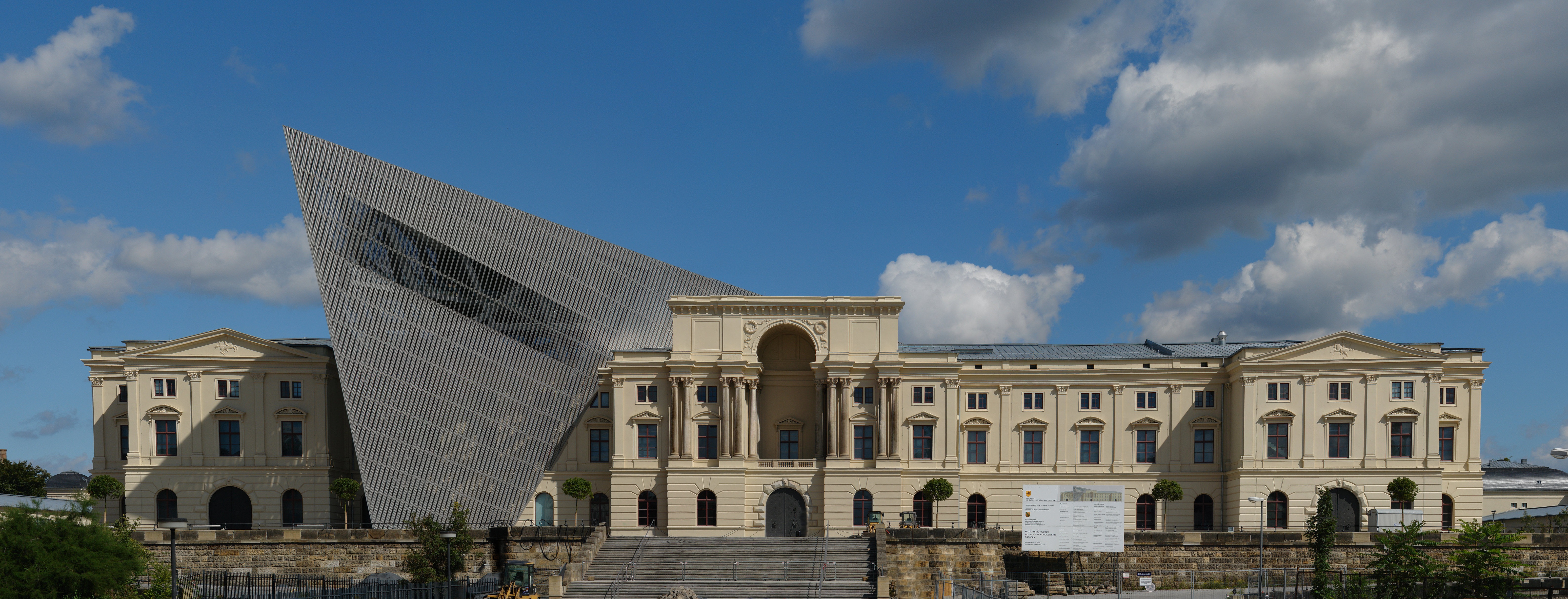
Façade du musée en cours de restauration en 2011.

Le musée d'histoire militaire de Dresde (Militärhistorisches Museum der Bundeswehr) est le musée le plus important des forces militaires allemandes avec le Luftwaffenmuseum der Bundeswehr de Berlin-Gatow. Ce musée est situé dans un ancien arsenal militaire qui se trouve à Albertstadt, dans la banlieue de Dresde et a été ouvert en 1972 à l'époque de l'Allemagne de l'Est. Il est administré par le bureau de recherche d'histoire militaire des forces armées allemandes, basé à Potsdam.
Le musée a fait l'objet d'un réaménagement complet selon les plans de l'architecte Daniel Libeskind.

## Histoire du musée

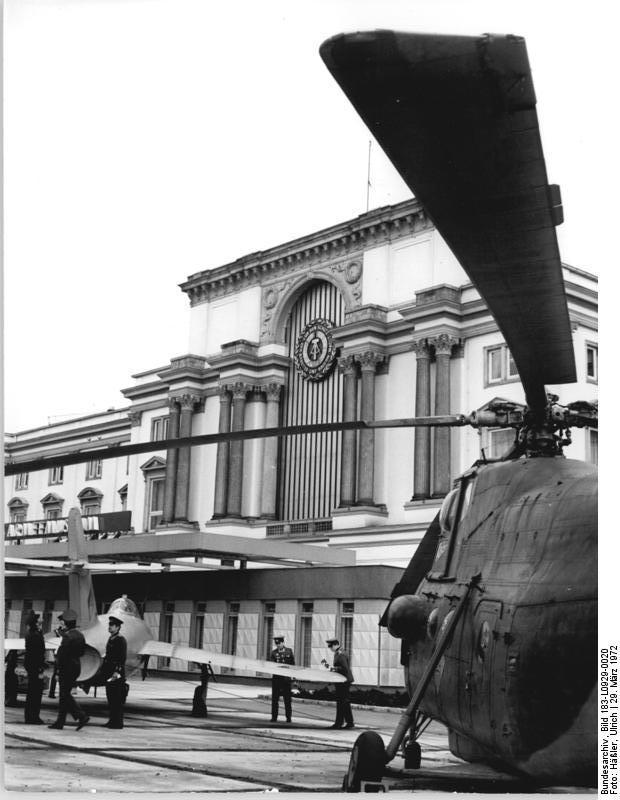
Le musée en 1972.

Le musée se trouve dans un bâtiment néoclassique, construit en 1873-1877, comme arsenal de la garnison impériale de Dresde. Il a rempli cette fonction, jusqu'à la fin de la Première Guerre mondiale. Cependant, une exposition y avait déjà été organisée en 1897. Elle présentait des collections d'armes et de modèles historiques. Le bâtiment est ensuite loué à différentes entreprises privées, mais il abrite aussi la collection d'armes de l'ancien musée royal de Saxe qui ouvre en 1923 sous le nom de musée de l'armée saxonne. À partir de 1938, il fut un musée de la Wehrmacht. Il change de nom en 1940 et devient le musée des navires de guerre. Il reste ouvert au public, jusqu'en 1945. Tous les musées militaires d'Allemagne sont fermés ensuite sur décision des forces occupantes. Dresde se trouve alors en zone soviétique. La plus grande partie de ses collections est envoyée en URSS en qualité d'indemnité des dommages de guerre et le bâtiment est utilisé par l'administration de la ville jusqu'en 1967 pour y organiser des cérémonies officielles (surtout dans le Nordhalle) et différentes expositions. On y organise alors régulièrement des expositions des collections des musées de la ville, et aussi une exposition qui obtient un grand retentissement à l'époque sur la destruction de la ville par les bombardements britanniques. Le Striezelmarkt (marché de fin d'année, remplaçant des marchés de Noël d'Allemagne de l'Ouest) y a lieu tous les ans. À partir de 1957, une exposition permanente est consacrée à l'armée nationale populaire allemande.
C'est en 1972 que le bâtiment d'Alberstadt ouvre définitivement comme musée. Il devient le « musée de l'armée populaire allemande » et présente des modèles de la RDA et des pays du pacte de Varsovie. L'URSS restitue aussi quelques pièces de l'ancien musée de l'armée saxonne.
Avec la disparition de l'Allemagne de l'Est et la réunification, le musée reçoit sa dénomination actuelle et il est administré par le ministère de la Défense. Il comprend donc en grande partie des pièces de l'époque de l'Allemagne de l'Est, mais pas uniquement.
Il comprend plus d'un million de pièces, allant du simple bouton ou de la décoration militaire, des tableaux, des canons, jusqu'à d'anciens sous-marins (comme le premier sous-marin bâti à Kiel en 1850) ou à des avions de combat, ainsi que la capsule spatiale du Soyouz 29 (1978), dont l'équipage international comprenait le premier cosmonaute allemand, Sigmund Jähn.

## Illustrations

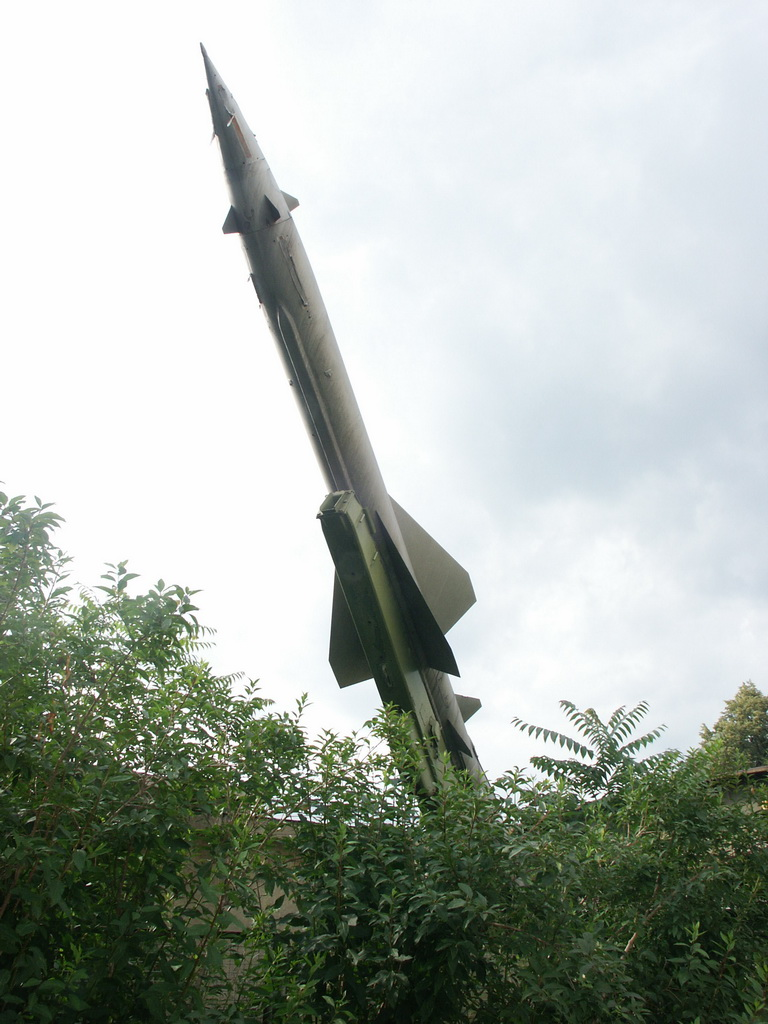
Vue du missile S 75.
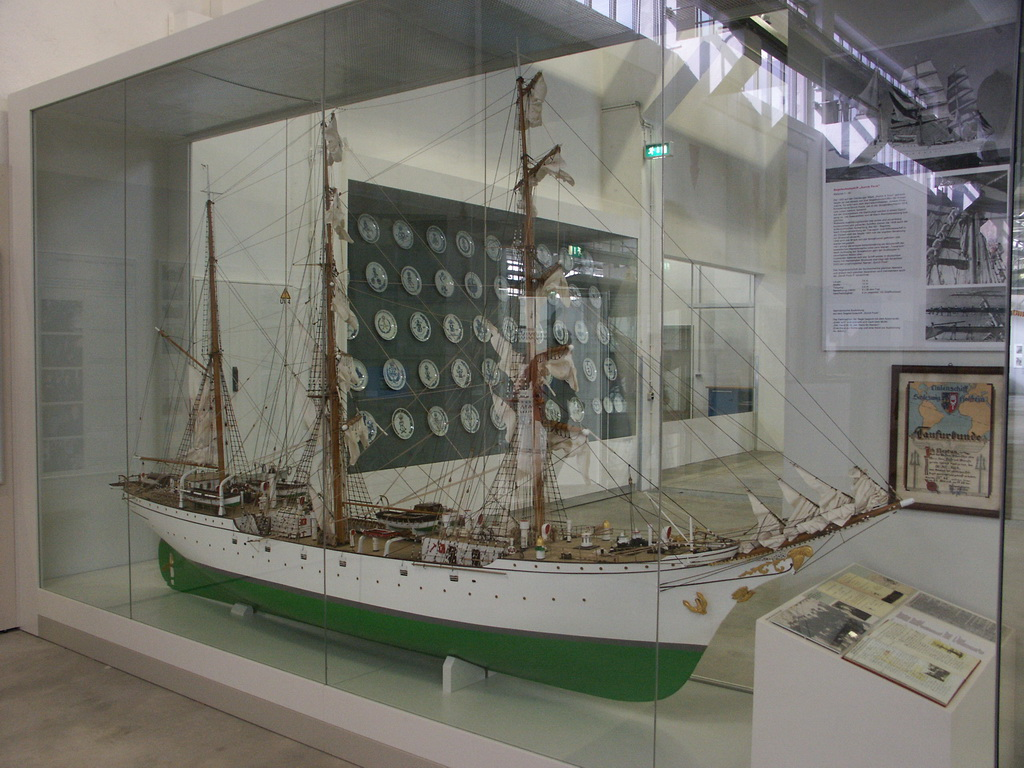
Modèle de navire.
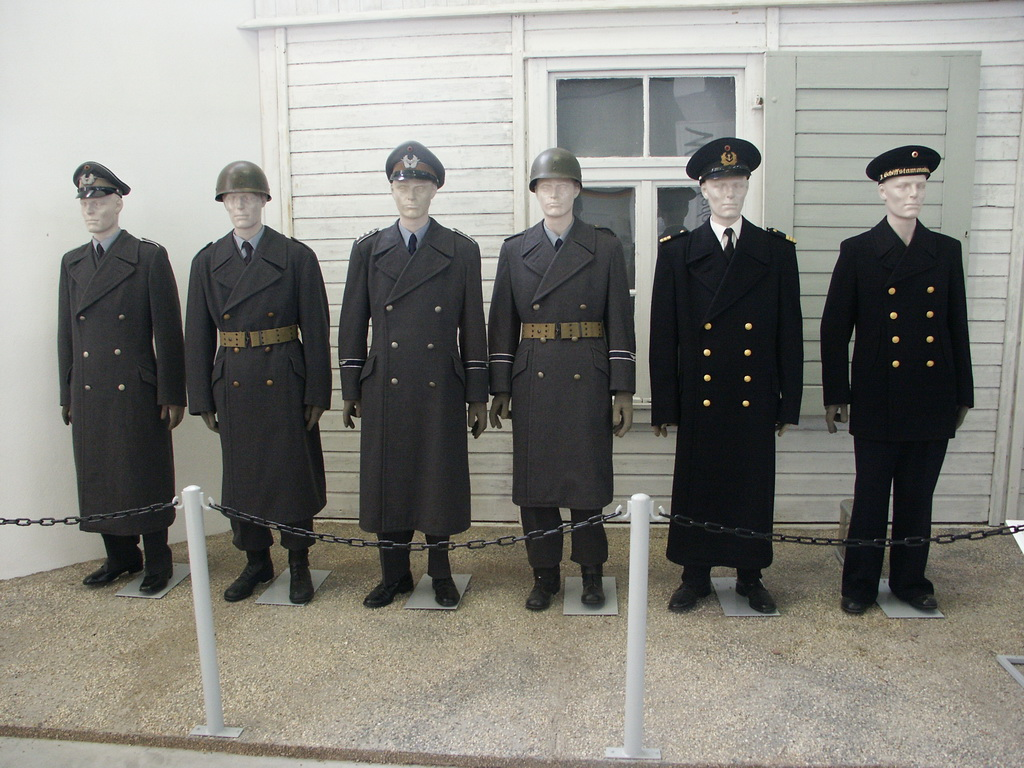
Uniformes de la Bundeswehr des années 1960.
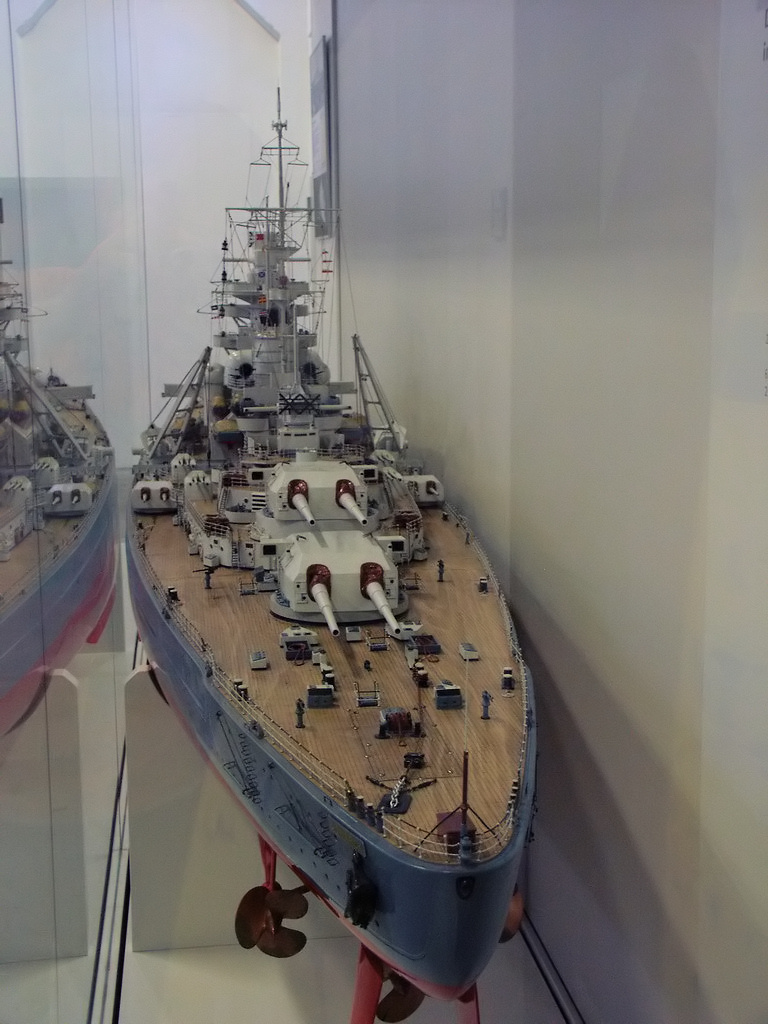
Modèle du cuirassé Bismarck.
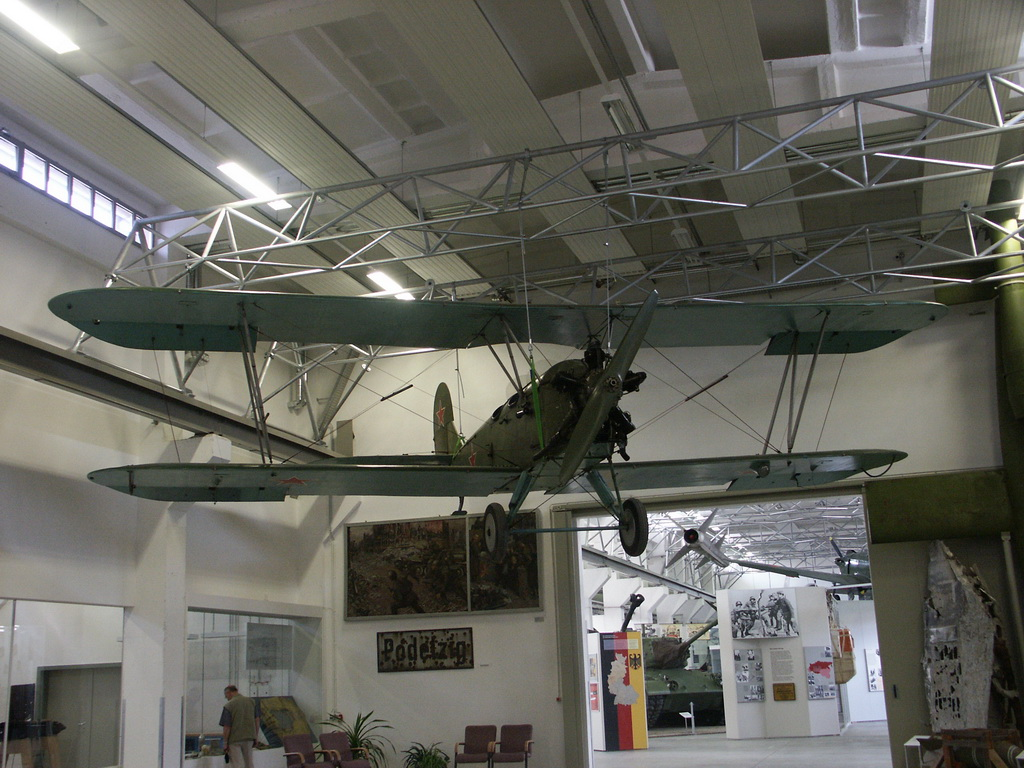
Vue du Polikarpov Po-2.
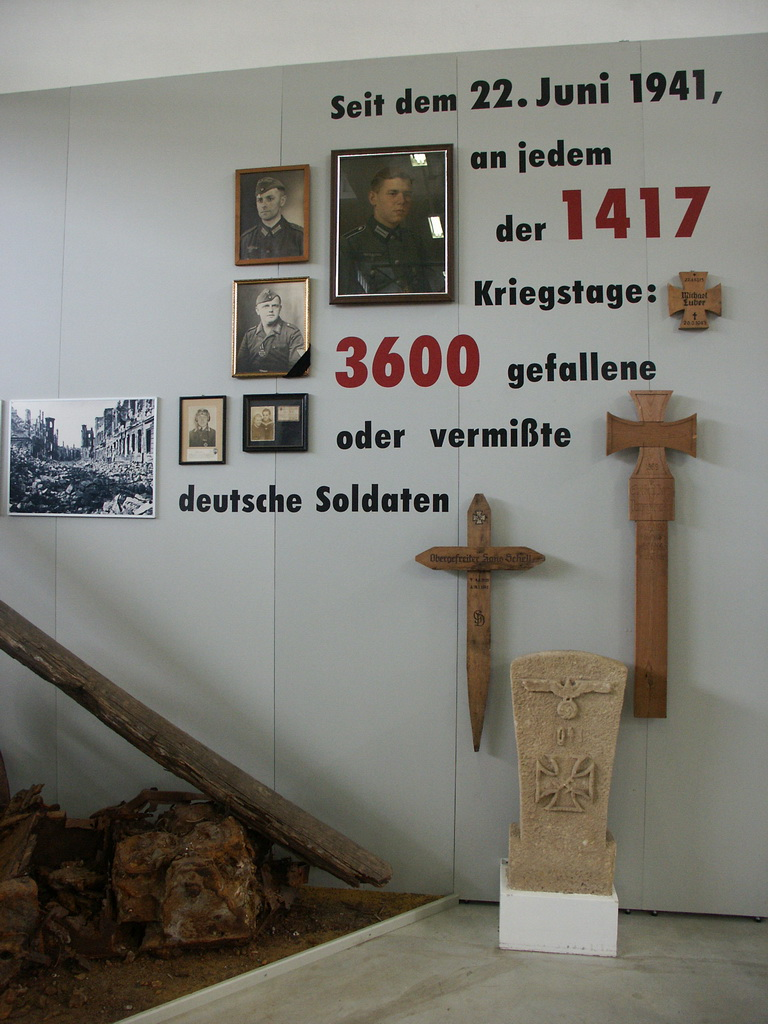
Panneau indiquant que 3 600 soldats allemands sont tombés ou ont disparu chaque jour depuis le 22 juin 1941.
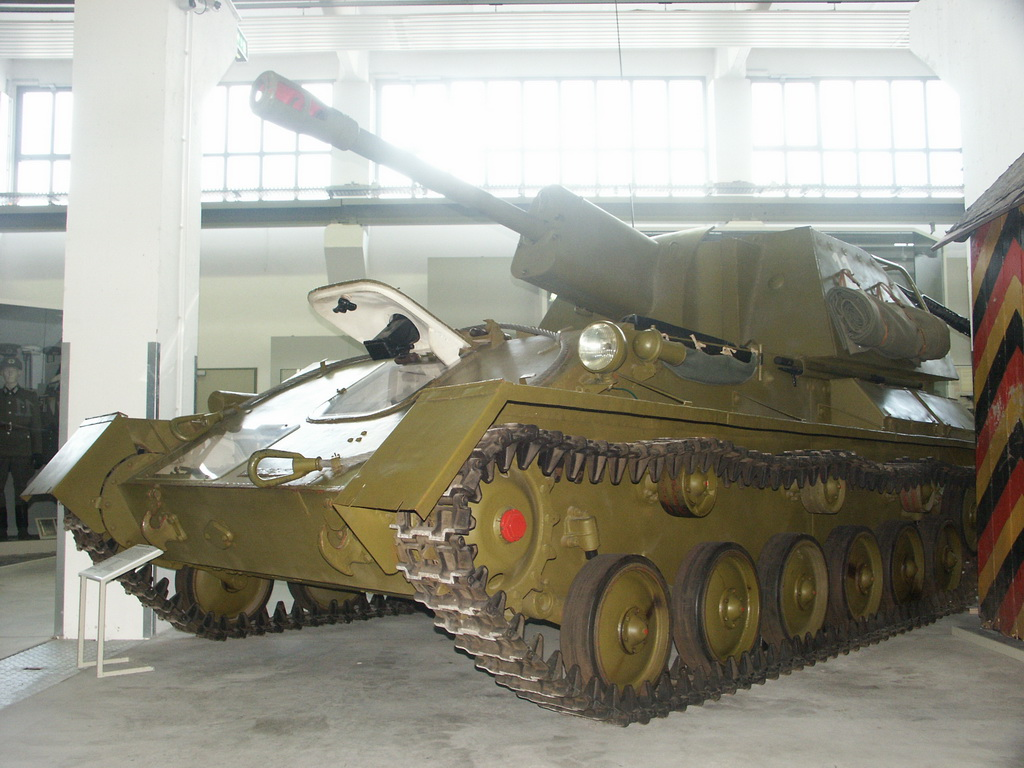
Char SU-76.
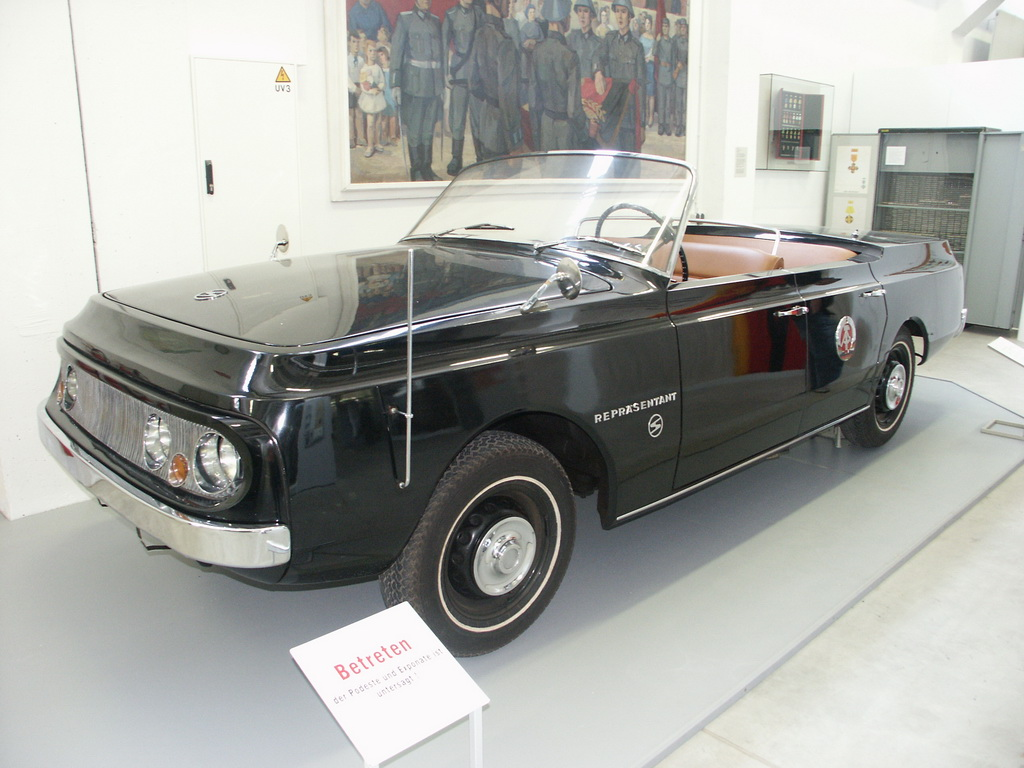
Vue de l'automobile de 1969, la Sachsenring P 240.

## Notes

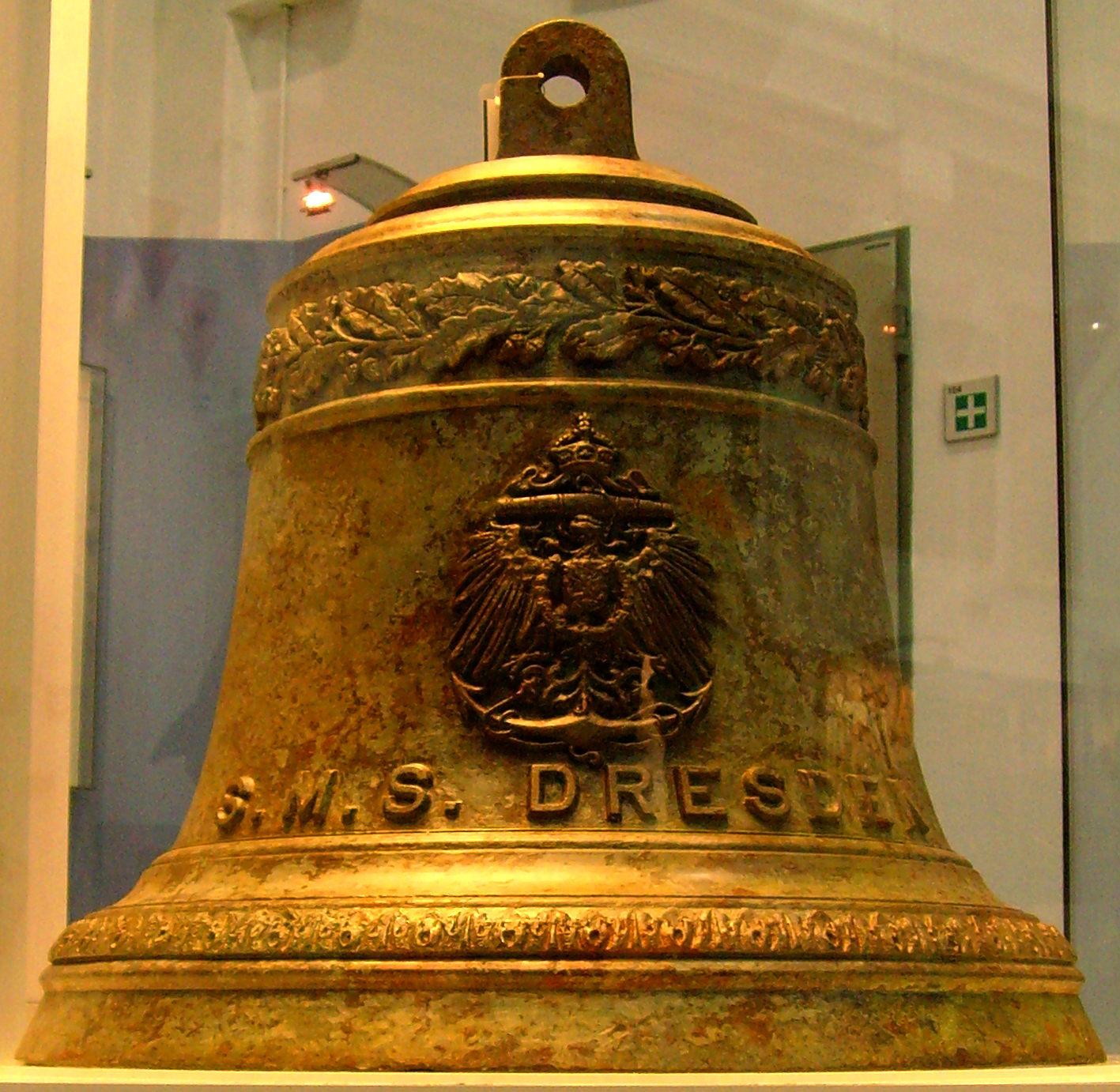
Cloche du SMS Dresden